# Bryolymnia huastea
Bryolymnia huastea là một loài bướm đêm trong họ Noctuidae.